# 張曉剛
張 曉剛（ジャン・シャオガン、Zhang Xiaogang、1958年 - ）は、中国の現代美術家。
家族の肖像画のような独特の画風が特徴。

## 略歴
- 1958年に中国の雲南省に生まれる。
- 1982年、四川造形芸術院油彩画学部を卒業
- 1986年、西洋芸術研究振興委員会」の設立メンバーとなる。
- 1995年、ベネチア・ビエンナーレに出展。

## 作品
代表作である「血縁シリーズ」は、中国人家族の肖像写真をモチーフとし、中国社会の中での家族の内面を描いた。